# Fulda (okrug)
Fulda je okrug u njemačkoj pokrajini Hessen. U okrugu živi oko 219,547 stanovnika na površini od 1,380.39 km².

## Povijest
Okrug je nastao 1821. godine, kada je Vojvodstvo Fulda postalo provincija Hessen, upravno podijeljena na četiri okruga. 1866.godine sjeverni dio Hessena pripojen je Prusiji, uključujući i okrug grada Gersfelda koje je prije pripadao Bavarskoj. Od 1927. grad Fulda je izdvojen iz okruga jer je dobio status slobodnog grada (to je bilo samostalno upravno područje), od 1932. okrug Fulda spojen je s okrugom Gersfeld. Od 1972. izvršena je upravna reorganizacija, sve manje općine su spojene u 23 veće, a od 1974. grad Fulda je izgubio status slobodnog grada i pripojen je okrugu Fulda. U 1975. godini izvršena je nova promjena, tada je okrug Hünfeld pridodan okrugu Fulda.

## Zemljopis
Okrug se prostire na brdovitom terenu planina Rhön i Vogelsberg. Najveća rijeka koja teče kroz okrug je rijeka Fulda.

## Grb okruga Fulda
| Grb | Na lijevoj strani grba nalazi se crni križ, simbol samostana Fulda. Lav s desne strane grba je uzet s grba provincije Hessen, jer je okrug bio dio Hessena 1821. – 1866., te ponovno od 1945. godine. Grb je službeno usvojen 1936. godine. |

## Gradovi i općine u okrugu
| Gradovi                                 | Općine |                                                                |                                                               |
| --------------------------------------- | --- | -------------------------------------------------------------- | ------------------------------------------------------------- |
| 1. Fulda 2. Gersfeld 3. Hünfeld 4. Tann | 1. Burghaun 2. Eiterfeld 3. Hilders 4. Bad Salzschlirf 5. Dipperz 6. Ebersburg 7. Ehrenberg 8. Eichenzell 9. Flieden | 1. Großenlüder 2. Hofbieber 3. Hosenfeld 4. Kalbach 5. Künzell | 1. Neuhof 2. Nüsttal 3. Petersberg 4. Poppenhausen 5. Rasdorf |

## Vanjske poveznice
- Službena stranica  Arhivirana inačica izvorne stranice od 14. travnja 2012. (Wayback Machine) (njem.)